# سيواتاتيو

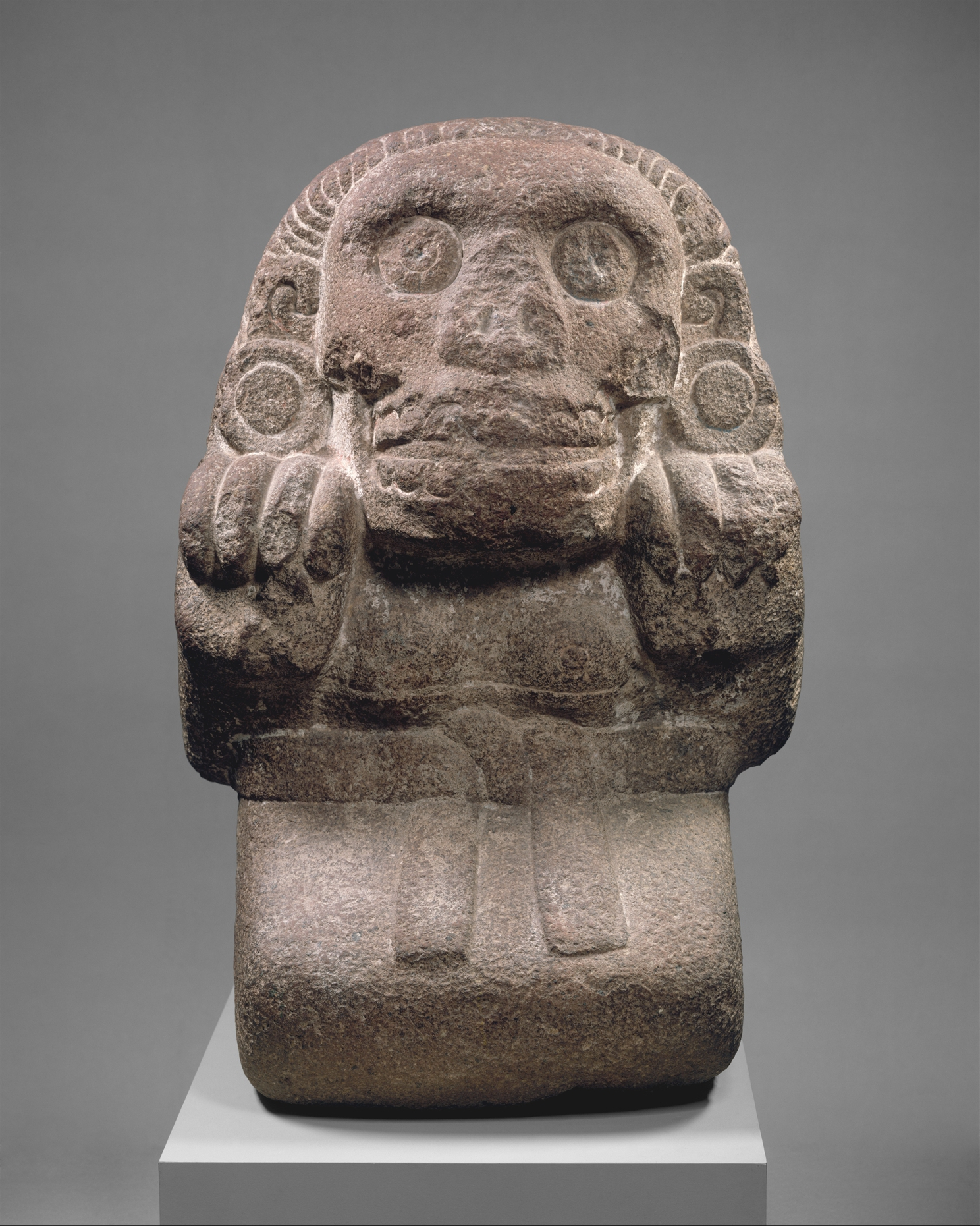
السيواتاتيو ، روح امرأة من الأزتك توفيت أثناء الولادة.

سيواتاتيو «باللغة الناواتل cihuateteo». وهي أسطورة من أساطير حضارة الأزتيك. cihuatl تعني المرأة وteteo تعني الإلهة. وهن أرواح النساء النبيلات اللائي لقين حتفهن أثناء الولادة. تتشبه أرواحهن بأرواح المحاربين الذكور الذين ماتوا في ساحات المعارك، لأن الولادة كانت تعادل مفهوم المعركة في ثقافة الأزتيك. ويتم تكريمهن كمحاربين على كفاحهن بين الحياة والموت في الولادة كما يكافح رجال الحرب في المعارك. ووفقاً للتقاليد، قيل إن امرأة في المخاض تستحوذ على روح طفلها الوليد كما تشبه طريقة أسر المحارب خصمه في المعركة.
عادت هذه الأرواح إلى الأرض بعد أن فشلت في تأدية 4 سنوات من الخدمة لإله الشمس توناتيوه في الجنة «توناتويتشان». شجعت هذة الأرواح الجنود في المعارك ولهذا رافقن المحاربين إلى السماء وأرشدوهم أيضاً لمكان غروب الشمس كل يوم.
كانت أرواح السيواتاتيو حاضرة خلال تنبؤات مونتيزوما حزينة تصرخ في الشوارع: آه يا أولادي! إلى أين سوف يأخذونكم؟

## الأسطورة
سكنت السيواتاتيو منطقة في الغرب تعرف باسم سيواتلامبا ، "مكان المرأة. "في كل يوم، كانو يوجهن الشمس إلى الغرب من الظهر حتى وقت غروبها، ويُعتقد أحيانًا أن يكونوا قد حملوها عبر العالم السفلي حتى تصعد مرة أخرى. كانوا يتلقون المساعدة من أرواح المحاربين الذكور وكانت هذه الممارسة في توجيه الشمس تعتبر حكرا لهاتين المجموعتين - كان شرفًا لم يمنح لأي فرد آخر.
في خمسة أيام محددة في تقويم الأزتك، تنزل أرواح السيواتاتيو إلى الأرض: 1 الغزلان، 1 المطر، 1 القرد، 1 البيت، و 1 النسر. بينما كانوا على الأرض، كانوا يعتبرون شياطين الليل، وغالبا ما يتواجدن في مفترق طرق. وأقيمت مزارات على جانب الطريق في كثير من الأحيان لاسترضائهم، حيث كان يُعتقد أنهم يسرقون الأطفال، ويسببون الجنون والنوبات، ويحث الرجال على الزنا.

## الطقوس الجنائزية
عندما تعاني امرأة من الأزتيك في الولادة، كان ينظر إليها على أنها تجاهد بشدة، مجاهده تشبه في شدتها مجاهدة المعركة. كان يعتقد أن الطفل قد أرسل إلى الأرض من قبل الآلهة، وكان على المرأة القتال والكفاح من أجل إدخاله إلى العالم. كان ينظر إلى المولود الجديد على أنه مكافأة كافية إذا نجحت وخرجت منتصرة من «قتالها» مع الآلهة، ولكن إذا خسرت، أثبتت فشلها، ثم ماتت وخضعت روحها للتحول إلى سيواتاتيو.
في حالة وفاة المرأة، يتم تنفيذ طقوس جنائزية خاصة، حيث يعتقد أن جسد امرأة التي ماتت أثناء الولادة يمتلك صلاحيات خاصة وسحر بعد رحيل الروح من الجسم. في هذه الطقوس الخاصة، يتم حراسة الجثة بشراسة من قبل حاشية مسلحة شملت الزوج، وأصدقائه، وجميع الدايات، ونساء مسنات. واعتبر ذلك ضروريا بسبب الحاجة إلى حماية جسد المرأة من المحاربين الذكور. وكانت أجزاء الجسم التي يعتقد أنها تمثل آثارًا قوية خاصة للمحاربين هي الإصبع الأوسط الأيسر والشعر.وفقا لمعتقد الأزتك، «هذه الآثار كانت لها قوة سحرية، وإذا وضعت على دروعهم، من شأنه أن يجعل المحاربين الشجعان والبسالة، ومنحهم القوة، وعميان أعين أعدائهم.»

## التصوير في الفن

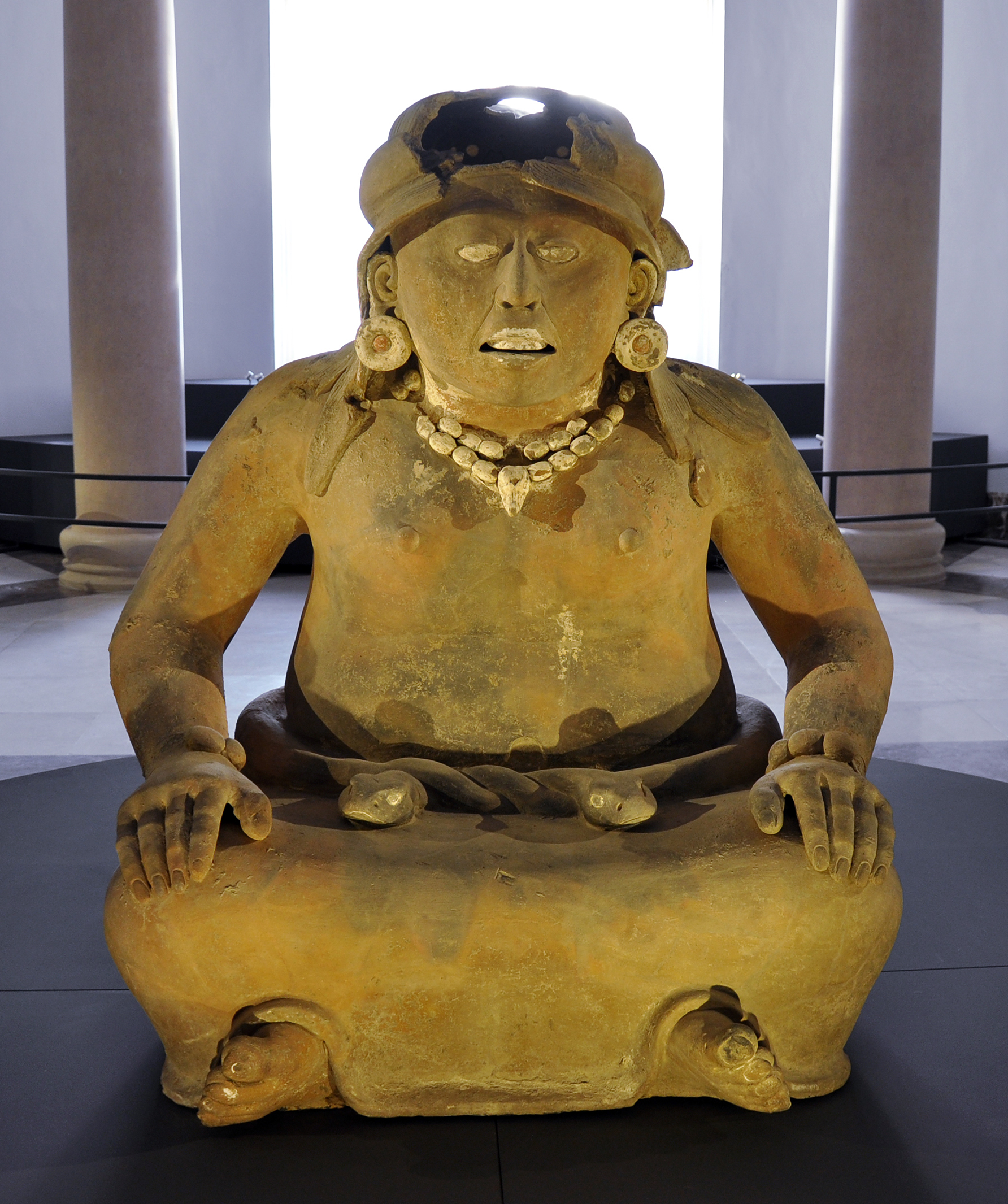
تمثال السيواتاتيو.

يمكن وصف أرواح السيواتاتيو بأنها «شخصيات مخيفة بقبضات مشدودة تشبه المخالب، مرعوب، أسنان ولثّة مجنّحة ووضعية عدوانية». يجلسن وأقدامهن مخبأة تحت تنانيرهن، وتبدو وضعيتهن في وقت واحد وضعية راحة ووضعية استعداد للهجوم. في الفن ازتيك، وغالبا ما يصور الجسم الأنثى بعد الولادة مع ثدي متدلي وطيات المعدة.ضمن التقليد الفني للأزتك، عادة ما يتم تصوير السيواتاتيو مع بطن مشدود، الثديين المكشوفة، والحلمات البارزة.هذه هي جميع الميزات التي تساهم في تسليط الضوء على إمكاناتهن غير مستغله كأمهات، حيث أن هؤلاء النساء ماتن قبل أن تتاح لهن الفرصة لحمل ولرضع أطفالهن حديثي الولادة.
في كثير من الأحيان، يتم تصوير السيواتاتيو بشعر غير المهذب وتنانير تم تثبيتها بأحزمة الثعبان. قد تكون الثعبان حول الخصر إشارة إلى الإله سربنتين Cihuacoatl، الذي لم يكن مرتبطًا بالحرب والتضحية والسلطة السياسية فحسب، بل أيضًا بالخصوبة والولادة والقبالة. أخيراً، غالباً ما يرتبط الشعر غير المهذب بالظلام والأرض. لم يكن Cihuatlampa مكانًا للظلام فحسب، بل إن معظم ارتباطات الأزتك بالأرض (ولا سيما الآلهة الأرضية) ترمز إلى كل من الولادة والتضحية، وهما من السمات المميزة للسيهواتيتو نفسها. .